# Piperkov tjiflik
Piperkov tjiflik (bulgariska: Пиперков чифлик) är ett distrikt i Bulgarien.   Det ligger i kommunen obsjtina Kjustendil och regionen Kjustendil, i den västra delen av landet, 70 km sydväst om huvudstaden Sofia.
Trakten runt Piperkov tjiflik består till största delen av jordbruksmark. Runt Piperkov tjiflik är det ganska glesbefolkat, med 24 invånare per kvadratkilometer.